# Scontri di Catania
L'espressione scontri di Catania indica fatti di guerriglia urbana, verificatasi il 2 febbraio 2007 nella città siciliana tra le forze dell'ordine e un gruppo di circa 250 ultras rossazzurri: gli scontri — avvenuti dopo il derby tra la formazione locale ed il Palermo — costarono la vita al quarantenne Filippo Raciti, ispettore capo della polizia.

## Premesse
Complici il «calore» delle tifoserie e la rivalità esistente tra le due squadre, l'incontro è considerato uno dei più rischiosi — dal punto di vista della sicurezza — in Italia. Ad accendere maggiormente il clima fu inoltre la situazione di classifica in quel momento, che vedeva entrambe le formazioni concorrere per l'accesso alle coppe europee.
A pochi giorni dalla partita, Umberto Scapagnini (sindaco catanese) inviò una lettera al ministero dell'Interno per chiedere il rinvio della gara: il 4 febbraio era infatti in programma la festa di Sant'Agata, evento la cui sovrapposizione con il match avrebbe potuto causare ingenti turbative all'ordine pubblico. Nonostante l'iniziale ipotesi di far disputare la sfida alle 15:00 del 2 febbraio, la Lega Calcio scelse le 18:00 dello stesso giorno come orario.
Prima del fischio d'inizio fu osservato un minuto di silenzio per commemorare Ermanno Licursi, dirigente morto il 27 gennaio nel tentativo di sedare una rissa su un campo di Terza Categoria.

## I tafferugli

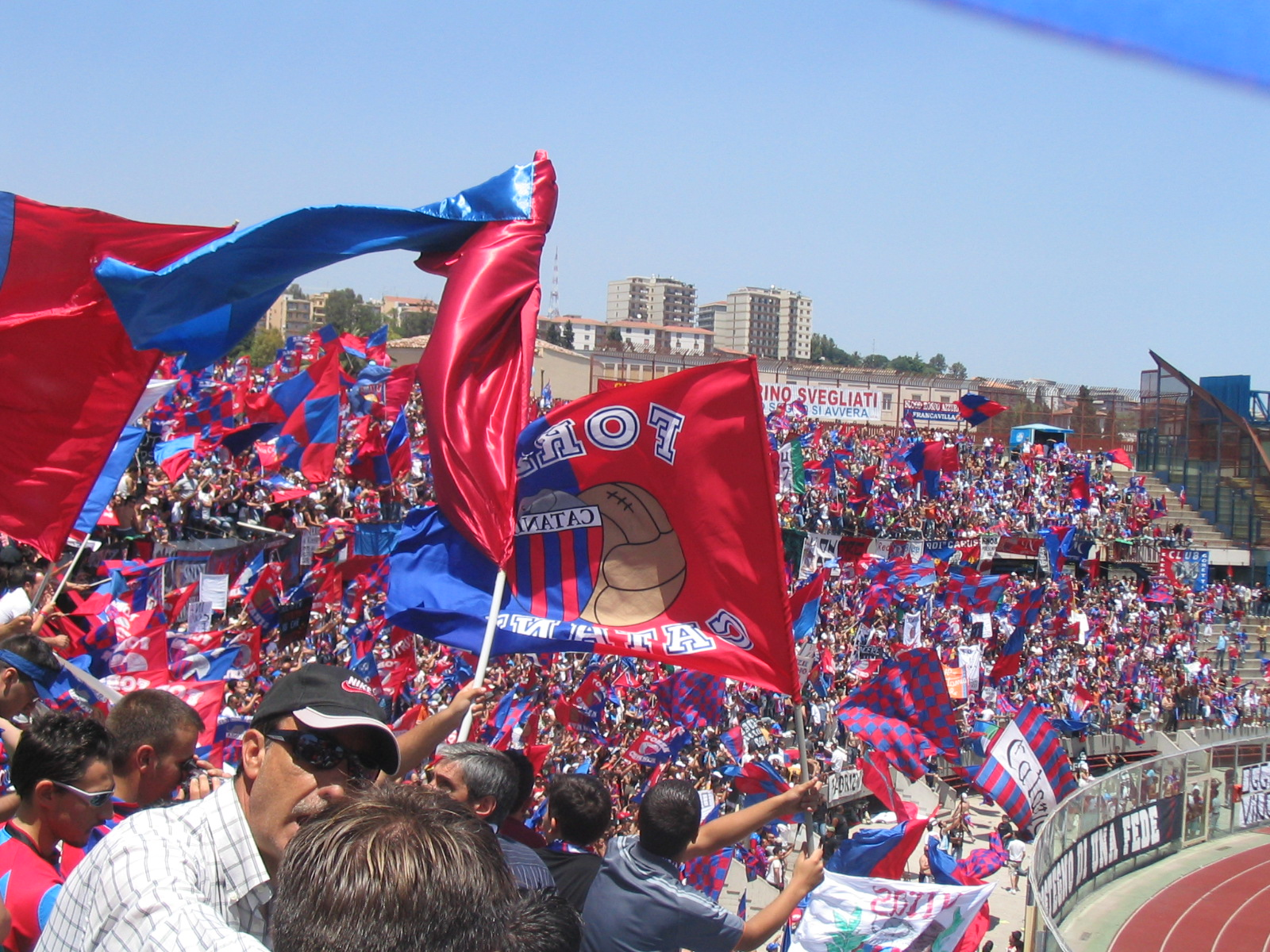
La Curva Nord dello stadio Angelo Massimino di Catania, 28 maggio 2006.

All'inizio della partita, durante il minuto di silenzio, partono i fuochi d'artificio predisposti in onore della contemporanea festa di sant'Agata, patrona di Catania. I tifosi ospiti arrivano dieci minuti dopo l'inizio del secondo tempo per problemi organizzativi. Fuori dallo stadio iniziano gli scontri e alcuni tifosi locali tentano di entrare in contatto con la tifoseria ospite. A questo punto inizia uno scambio di lanci di petardi e fumogeni.
La polizia tenta di disperdere i tifosi e vengono lanciati, in due riprese, all'interno della curva nord dei lacrimogeni, che mettono il panico tra gli spalti dove migliaia di tifosi assistevano all'incontro ignari degli scontri che avvenivano all'esterno. Migliaia di persone tentano quindi la fuga ma trovano gli ingressi sbarrati. Si crea una calca pericolosissima che provoca diffuse scene di panico. La partita viene quindi sospesa per quaranta minuti dall'arbitro Stefano Farina per l'aria irrespirabile. Durante la fuga, la parte più esaltata dei teppisti cerca di entrare in contatto con gli avversari: iniziano gli scontri veri e propri.
Intanto la partita termina (vince il Palermo per 2-1) e all'esterno dello stadio decine di persone dal volto coperto attaccano le forze dell'ordine. Le immagini vengono trasmesse in diretta da Sky. Si parla di 1 200 agenti. Alla fine, si contano 71 feriti tra le forze dell'ordine, più altrettanti civili. Vengono fermati la sera stessa una ventina di ultras: di questi nove vengono arrestati e quattro sono minorenni. Contemporaneamente, si viene a sapere che l'ispettore capo del X Reparto Mobile di Catania Filippo Raciti è stato ucciso. In un primo momento la voce che circola è considerata falsa ma successivamente arriva la conferma intorno alle 22.

## Filippo Raciti
Successivamente, si sarebbe scoperto che la causa della morte fu la rottura del fegato causato da un corpo contundente. Vani furono i soccorsi ed il ricovero immediato all'Ospedale "Garibaldi": l'uomo morì dopo tre quarti d'ora di agonia, per arresto cardiaco. Insieme a lui venne ricoverato un altro poliziotto, in pericolo di vita.
Filippo Raciti, nato a Catania il 17 gennaio 1967,
era entrato nella Polizia di Stato nel giugno del 1986 come allievo agente ausiliario. Svolse la maggior parte della sua carriera in servizi esterni di ordine pubblico. Dopo aver prestato servizio presso la Questura di Catania, in forza all'Ufficio Prevenzione Generale e Soccorso Pubblico, dal dicembre 2006 era stato trasferito al X Reparto Mobile. Aveva servito per quasi vent'anni nella Polizia di Stato e viveva ad Acireale con la moglie Marisa Grasso e con i figli Fabiana di 15 anni e Alessio di 8. Era molto impegnato nel sociale essendo donatore di sangue, avendo deciso di donare i suoi organi ed operando, assieme alla moglie, come volontario della Croce Rossa Italiana.
Una settimana prima della sua morte, Raciti testimoniò circa i fatti riguardanti un tifoso fermato per intemperanze, ma lo stesso venne poi rilasciato dal magistrato inquirente. Secondo quanto raccontato da uno dei suoi colleghi, il tifoso, appena rilasciato, andò a ridere in faccia all'ispettore in segno di scherno.

## Indagini

### Primi filoni
Sulla morte dell'ispettore capo Filippo Raciti, durante gli scontri verificatisi a margine dell'incontro di calcio Catania-Palermo, la Procura della Repubblica presso il Tribunale di Catania ha aperto un'inchiesta per omicidio.
Un secondo filone d'inchiesta aperto dai magistrati catanesi riguarda i disordini scoppiati a margine dell'incontro di calcio: «Bisogna vedere se lo stadio Massimino è idoneo a ospitare incontri di calcio e in particolare incontri a rischio come sono diventati i derby siciliani», ha dichiarato il giudice Fonzo, precisando che «oltre a verificare le responsabilità di chi ha lanciato la bomba che ha ucciso Raciti occorrerà anche verificare se vi sono responsabilità nella manutenzione dello stadio con particolare riferimento al decreto Pisanu e al regolamento anti violenza della Figc».
Gli investigatori hanno acquisito le riprese filmate degli scontri realizzate dalla Polizia scientifica ed è stato eseguito un sopralluogo tecnico nella curva nord dello stadio "Angelo Massimino". L'intero impianto sportivo «sarà sequestrato per consentire a una commissione di periti nominati dalla magistratura di accertarne i livelli di sicurezza», come ha dichiarato il Procuratore aggiunto di Catania, Renato Papa.
Nel frattempo, le forze dell'ordine hanno fermato quindici persone, quattro non ancora maggiorenni. Secondo indiscrezioni giornalistiche, si tratta di ultras del Catania. La loro posizione è al vaglio dell'Autorità giudiziaria.

### L'imputato principale
Già pochi giorni dopo l'accaduto le forze dell'ordine individuano un sospetto principale, Antonino Speziale, che all'epoca dei fatti aveva solo 17 anni, iscritto nel registro degli indagati per omicidio volontario in concorso l'8 febbraio.
Il giovane, giocatore di rugby, proveniente da una famiglia di operai (padre operaio, madre casalinga), incensurato, secondo indiscrezioni nel primo interrogatorio avrebbe confessato di avere partecipato allo scontro con la polizia e di avere "colpito un agente con una sbarra di ferro spingendolo a mo' di ariete". L'avvocato del giovane, Giuseppe Lipera, ha tuttavia smentito categoricamente tali affermazioni, ammettendo soltanto che il giovane avrebbe confessato di avere partecipato agli scontri con la polizia.
Speziale venne arrestato il 27 febbraio e scarcerato a fine luglio, per essere mandato in una comunità di recupero.
Nel frattempo, un pentito ha portato all'arresto di altre persone coinvolte negli scontri: il pentito avrebbe confessato che alcuni gruppi di estrema destra stavano preparando un attacco con una bomba contro le forze dell'ordine ed avrebbe indicato fra i partecipanti allo scontro con le forze dell'ordine fuori dallo stadio anche Alan Di Stefano, appartenente all'organizzazione di estrema destra Forza Nuova, ma che poi sarà prosciolto da ogni accusa.
In seguito alle indagini sulla morte, avvalendosi delle immagini filmate dai circuiti di sicurezza dello stadio e da successive intercettazioni ambientali, si giunse dopo un anno all'arresto anche di un secondo indiziato maggiorenne.
Il procedimento penale scaturito dall'uccisione di Raciti ha visto le seguenti sentenze:
- il 9 febbraio 2010 il Tribunale dei Minori di Palermo ha irrogato la pena di 14 anni di reclusione per omicidio preterintenzionale ad Antonino Speziale, minorenne all'epoca dei fatti;
- il 22 marzo 2010 la Corte di Assise di Catania ha irrogato la pena di 11 anni (dieci anni per omicidio preterintenzionale, più un anno per resistenza a pubblico ufficiale) a Daniele Natale Micale, ventitreenne.
- il 21 dicembre 2011 la Corte d'Appello per i minorenni di Catania ha condannato Antonino Speziale a 8 anni di carcere per omicidio preterintenzionale.
- il 14 novembre 2012 la Corte di Cassazione ha confermato le sentenze di appello disposte nei confronti di Speziale e di Micale.

Le sentenze hanno definito in forma esecutiva i risarcimenti che ciascuno dei condannati dovrà versare alla Presidenza del Consiglio dei ministri e al Ministero dell'Interno per danni non patrimoniali, come pure le provisionali per la vedova e i due figli dell'ispettore Raciti.
Il giorno 27 giugno 2014 la trasmissione televisiva Servizio Pubblico Più in onda su LA7, in un'inchiesta dei giornalisti Fulvio Benelli e Walter Molino, ricostruì la dinamica processuale e le incongruenze dell'accusa, attraverso le interviste di ultrà e delle famiglie Speziale e Micale.

## Reazioni politico-sportive

### Reazioni iniziali
Subito dopo l'accaduto, il Commissario straordinario della Federcalcio Luca Pancalli, d'intesa col Presidente del CONI, Gianni Petrucci, ha disposto lo stop a tempo indeterminato di tutti i campionati calcistici, sia maschili che femminili. Inoltre il martedì e il mercoledì successivi non avrebbero giocato le nazionali maggiore e Under-21, impegnate la prima in una amichevole contro la Romania, la seconda contro il Belgio, sempre per una partita amichevole.
Anche il governo interviene, sostenendo una linea dura per porre fine agli scontri che sovente accadono prima, durante e dopo le partite di calcio. La parola d'ordine è che tutti gli impianti che non sono in regola con le nuove norme di sicurezza non possono essere aperti al pubblico, e pertanto gli incontri dovranno disputarsi a porte chiuse. Il 5 febbraio, in un incontro a cui erano presenti i vertici del Comitato olimpico nazionale italiano, il ministro dell'Interno Giuliano Amato, il ministro dello Sport Giovanna Melandri, Luca Pancalli, il sottosegretario Enrico Letta e il sottosegretario alla Giustizia Scotti, vengono stabilite molte altre regole che vanno a migliorare il decreto Pisanu per la sicurezza negli stadi, ma che suscitano anche polemiche, come ad esempio il divieto di fatto di portare striscioni allo stadio.

### Reazioni di solidarietà

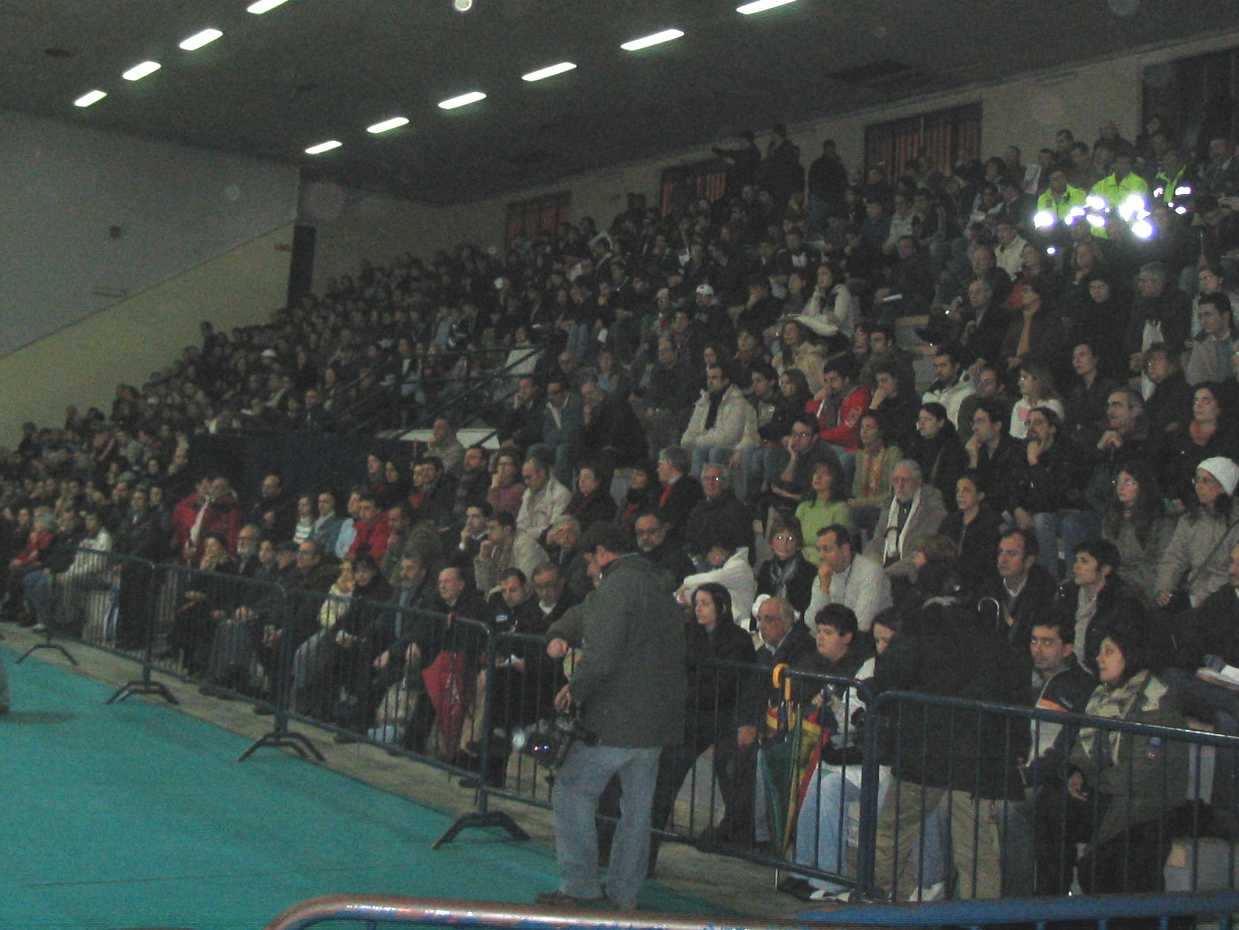
I partecipanti alla manifestazione contro il degrado e la violenza, in risposta all'assassinio di Filippo Raciti, al PalaSpedini di Catania 9 febbraio 2007.

I catanesi hanno reagito alla gravissima situazione creatasi in città attraverso varie manifestazioni. Subito dopo la partita, sono stati posati dei mazzi di fiori davanti alla Tribuna A dello stadio, in cui campeggiava un telone su cui era stato scritto: «Catania svegliati Catania sdegnati.» Il 3 febbraio, sabato sera, un corteo di un centinaio di giovani percorre la città da piazza Roma a piazza Spedini. Da quel corteo nasce una manifestazione molto più grande, che venerdì 9 febbraio riunisce circa tremila persone al PalaSpedini. Lì vengono dimostrati atti di solidarietà verso la polizia, i cittadini, i tifosi. Sono presenti anche Rita Borsellino, Claudio Fava e Riccardo Orioles.
A Quarrata (provincia di Pistoia), lo stadio locale viene intitolato alla memoria dell'ispettore capo.

### Reazioni successive
Parallelamente alle reazioni, si ebbero rimostranze contro la linea dura. Il presidente della Lega Calcio Antonio Matarrese dichiarò che «I morti del sistema calcistico purtroppo fanno parte di questo grandissimo movimento che le forze dell'ordine ancora non riescono a controllare» e che le persone che sostengono di dover fermare il campionato siano «esaltati e irresponsabili». A causa di tali affermazioni, fu criticato da enti politici e sportivi ricevendo inoltre un deferimento dal CONI.
L'aspetto agonistico prevalse infine su quello etico e morale, dacché i campionati ripresero dopo una sola settimana (11 febbraio) con nuove misure di sicurezza negli stadi.

## Conseguenze sportive

### La squalifica del Massimino
Il 14 febbraio il giudice sportivo squalifica lo stadio Angelo Massimino fino alla fine della stagione 2006-07 e obbliga il Catania a giocare in campo neutro e a porte chiuse. Le partite in casa vengono giocate in vari stadi, dal Dino Manuzzi di Cesena al Romeo Neri di Rimini, fino al Via del Mare di Lecce e al Dall'Ara di Bologna. Ciò è coinciso con un crollo delle prestazioni della squadra, che dopo un buon girone di andata ha rischiato la retrocessione in Serie B. La salvezza arriva soltanto all'ultima giornata nella sfida vinta 2-0 contro il Chievo, che ha decretato di fatto la permanenza degli Etnei in Serie A e la retrocessione dei Clivensi nella serie cadetta, anch'essi in corsa per non retrocedere.
Ad aprile inizia un contenzioso tra la FIGC e il TAR di Catania, che in seguito al ricorso di 82 abbonati ha modificato la sentenza, permettendo al Catania di giocare le partite in campo neutro e a porte aperte. La sentenza è stata contestata, per cui è stato presentato un controricorso al TAR del Lazio, accolto perché il TAR catanese non era competente in materia.
In seguito al ricorso presentato a inizio maggio dalla società siciliana, il CONI decide la disputa delle ultime due gare casalinghe di campionato contro il Milan e il Chievo in campo neutro (è stato scelto lo stadio di Bologna), ma con il pubblico.

### Il ritorno dei tifosi ospiti nel derby
Gli strascichi degli scontri di Catania hanno segnato la sorte della tifoseria etnea per alcuni anni. Il divieto per i tifosi di partecipare alle trasferte nei derby tra i rossazzurri e i rosanero si è protratto fino al 14 novembre 2010, quando è stato permesso ai catanesi in possesso della tessera del tifoso di assistere al derby contro il Palermo allo stadio Renzo Barbera. Durante la partita del 3 aprile 2011 al Massimino, a cui hanno partecipato anche i tifosi palermitani, non è stato registrato alcuno scontro.